# ドルニエ Do 132
ドルニエ Do 132
ドルニエ Do 132
- 用途：多用途ヘリコプター
- 製造者：ドルニエ

ドルニエ Do 132（Dornier Do 132）は、1960年代末に西ドイツの航空機メーカーのドルニエで開発された多用途ヘリコプターである。

## 概容
Do 132は機体がポッドとブームという保守的な設計である一方、推進方式は、タービンエンジンが直接ローターを回転させるのではなく、これが高温のガスを発生させそのガスがローターシャフトとローターブレードの中を通ってブレード先端から噴出するチップジェット方式という変わったものだった。この方式の目的はギアボックスの重量増加と機械的複雑さ、反トルクの発生を嫌ったため採用された。
実物大模型が作られ風洞で空力特性試験が行われる一方、このエンジンシステムは大規模な静的試験が実施された。しかし実際に試作機が造られる前の1969年に開発計画は中止された。

## 性能･主要諸元
- 定員：乗員1、乗客3
- 全長：7.50 m (24.7ft)
- 全幅：
- 全高：2.80 m (9.2ft)
- 主回転翼直径：10.70 m (35.1ft)
- 円板面積：89.9 m2 (968 ft2)
- 発動機：1基 * Pratt & Whitney Canada PT6-A20 (ガス発生器), 580 hp (430 kW)
- 巡航速度：220 km/h (140 mph)
- 航続距離：450 km (280 miles)